# Église Saint-Paul de Berlin-Moabit
Pour les articles homonymes, voir Église Saint-Paul.
L'église Saint-Paul (St. Paulus) est une église catholique paroissiale du quartier de Moabit à Berlin. Elle est de style néogothique tardif et fait partie de la liste des monuments protégés de Berlin. Son portail principal donne sur la Waldenserstraße. Elle est desservie par l'ordre dominicain.

## Historique

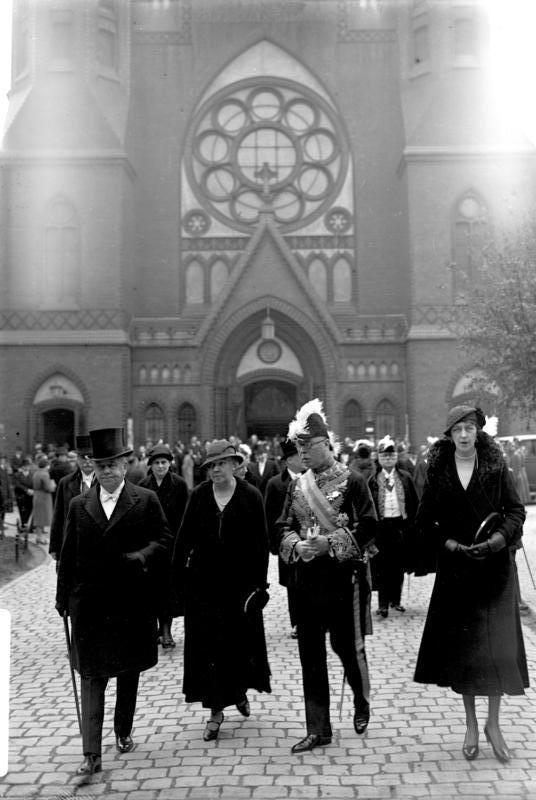
Hommage à Paul Doumer en l'église Saint-Paul de Berlin-Gesundbrunnen (1932).

L'église actuelle se trouve à l'emplacement d'une ancienne chapelle dominicaine du même nom à trois nefs, construite par Neumann en août 1869, avec les bâtiments conventuels construits en septembre 1869, ainsi qu'un orphelinat et un centre de santé. Cette construction soulève l'indignation de la population protestante qui fait circuler une pétition de trois mille signatures pour empêcher l'ouverture du couvent, lorsque la chapelle est consacrée, le 16 août 1869.
Finalement, à la suite de la politique bismarckienne du Kulturkampf, les dominicains sont expulsés de leur couvent, le 1er décembre 1875 et l'ensemble est acheté par une personne privée. La chapelle continue cependant à être utilisée par la communauté catholique avec l'assentiment du propriétaire. Quelques années plus tard, lorsque le Kulturkampf s'apaise, les pères dominicains sont de retour.
Finalement, la population catholique du quartier s'accroissant, il est décidé de remplacer la chapelle par une église plus grande. Elle est bâtie en 1892-1893 et consacrée le 24 octobre 1893. La paroisse comprend à l'époque trente mille fidèles. L'augmentation de la population nécessite de la diviser en 1910 avec la fondation de la nouvelle paroisse Saint-Laurent, et en 1926 avec la paroisse Saint-Ansgar.
Les dominicains s'occupent aujourd'hui de tout ce qui fait la vie d'une paroisse, mais ont aussi également la mission de l'aumônerie catholique de la prison de Moabit à côté, et d'autres missions pastorales.
Le prieur de la communauté est aujourd'hui le père Thomas Grießbach, op.

## Architecture

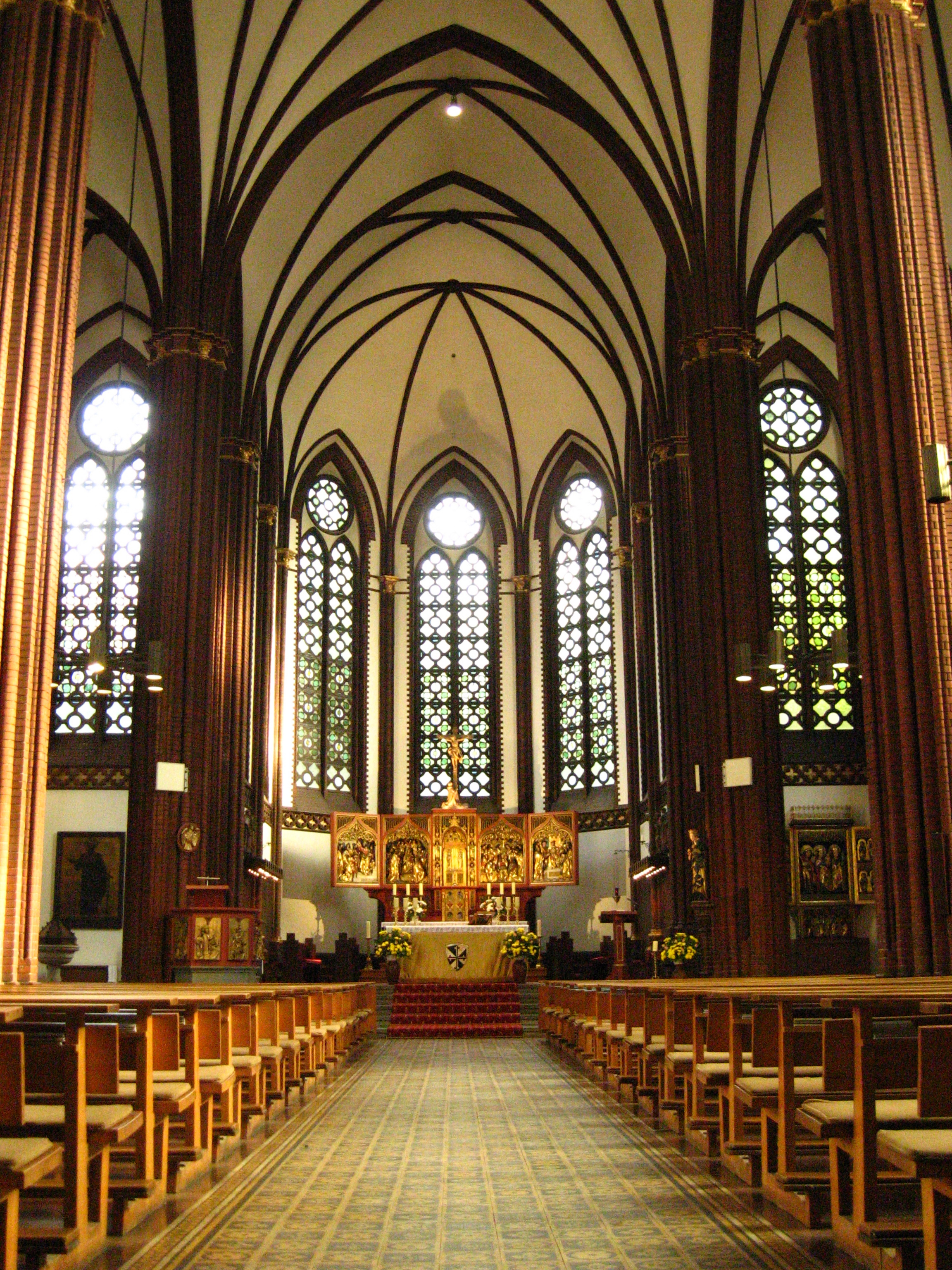
Intérieur de l'église.

L'église conventuelle de briques rouges est en forme d'église-halle à trois nefs, selon les plans de l'architecte Engelbert Seibertz. La nef principale est à trois travées et le chœur se trouve du côté du midi, avec le maître-autel et les stalles de chœur. À gauche du chœur se trouve le baptistère avec les fonts baptismaux néo-gothiques, et à droite l'autel de l'Apôtre Paul, avec des statues du XVe siècle. La sacristie est située du côté occidental, au-dessus de laquelle la chapelle privée des dominicains mène aux bâtiments conventuels.
L'intérieur avec ses colonnes peintes, avec des ornementations néogothiques, a été restauré. Le portail principal a été également restauré en 1987. Il est flanqué de deux tours identiques de 45 mètres de hauteur.

## Voir aussi

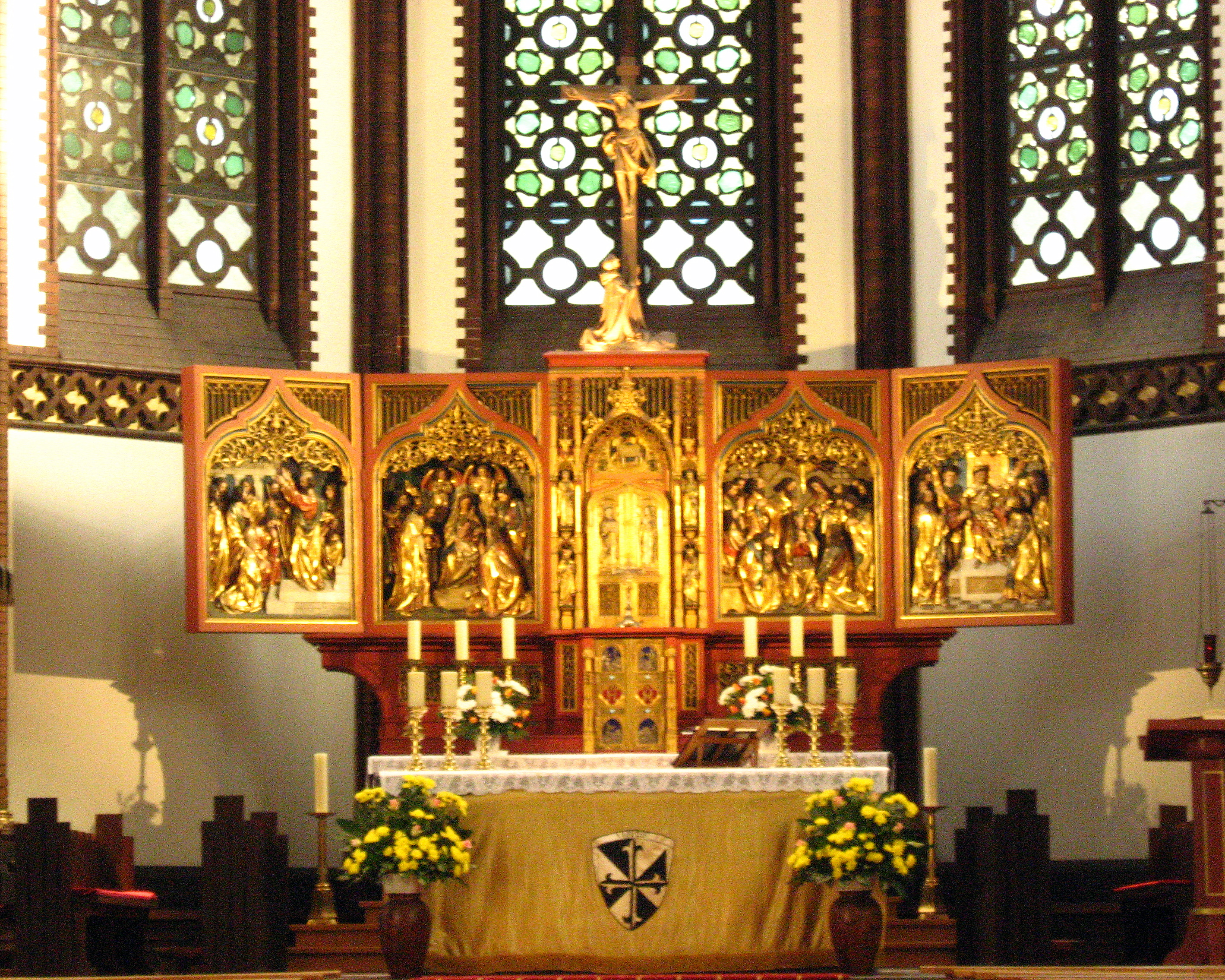
Vue du maître-autel

## Source
- (de) Cet article est partiellement ou en totalité issu de l’article de Wikipédia en allemand intitulé « St. Paulus (Berlin) » (voir la liste des auteurs).